# 伊波加因
伊波加因（也译为伊博格碱，或称为：12-甲氧基伊波加明，12-methoxyibogamine）是一种含氮有机化合物，化学式C20H26N2O，是夾竹桃科植物（如Tabernanthe iboga、Voacanga africana和Tabernaemontana undulata）中提取的活性生物鹼，1956年实现全合成。